# Edouard Ferrand
Édouard Ferrand (* 25. April 1965 in Lyon; † 1. Februar 2018 in Paris) war ein französischer Politiker des Front National (FN).

## Leben
Er war ab 2014 Abgeordneter im Europäischen Parlament und ab Juni 2015 stellvertretender Vorsitzender der Fraktion Europa der Nationen und der Freiheit. Er war außerdem Mitglied im Ausschuss für Landwirtschaft und ländliche Entwicklung und in der Delegation im Gemischten Parlamentarischen Ausschuss EU-Türkei. Im Europäischen Parlament folgte ihm Jacques Colombier nach.